# Sint-Theresia van Lisieuxkerk (Den Haag)
De Sint-Theresia van Lisieuxkerk of Sint-Theresia van het Kind Jezuskerk is een voormalige rooms-katholieke kerk aan de Apeldoornselaan in Den Haag.
De kerk werd in 1929-1931 gebouwd. De architecten S.B. van Sante (1876-1936 Zaandam) en Nicolaas Molenaar jr. ontwierpen een grote kruiskerk in traditionalistische stijl, met tegen de voorgevel een korte toren met zadeldak. De kerk heeft een Grieks kruis als grondplan. Het gebouw staat op een prominente plaats op de driesprong van de Apeldoornselaan met de Escamplaan en de Dierenselaan.
Op 15 juli 1931 werd de kerk geconsacreerd door bisschop J.D.J. Aengenent. De kerk werd in 2007 gesloten, nadat de parochie was gefuseerd met de Sint-Agnesparochie. De Agneskerk werd hierbij de nieuwe parochiekerk.
In 2016 zou de kerk en de bijbehorende grond door de parochie verkochtworden  aan een projectontwikkelaar. De kerk heeft geen monumentale status en zou gesloopt worden om plaats te maken voor woningbouw en winkels.. Een bewonersgroep kwam echter in actie tegen de sloop van het beeldbepalende gebouw.. Het onderwerp kwam op de politieke agenda en in november 2019 stemde de gemeenteraad unaniem tegen het besluit om het bestemmingsplan te wijzigen, zodat de kerk gesloopt kon worden.. Er wordt naar een nieuwe bestemming voor het gebouw gezocht.
Abdijkerk van Loosduinen · 
Allerheiligst Sacramentskerk · 
Anglican Church of St. John and St. Philip · 
Antonius Abtkerk · 
Badkapel · 
Bethelkerk (Scheveningen) · 
Bethlehemkerk · 
Christus Triumfatorkerk · 
Duinoordkerk · 
Duinzichtkerk · 
Eben-Haëzerkerk · 
Onze Lieve Vrouw Onbevlekt Ontvangenkerk · 
Emmauskerk · 
Grote of Sint-Jacobskerk · 
Sint-Jacobus de Meerderekerk  · 
H.H. Engelbewaarderskerk · 
H.H. Jacobus- en Augustinuskerk · 
Hofkapel · 
H. Familiekerk · 
Julianakerk (Transvaalkwartier) · 
Prinses Julianakerk (Scheveningen) · 
Kerk van de H. Martelaren van Gorcum · 
Kerk van Eikenduinen · 
Kloosterkerk · 
Lourdeskapel · 
Lutherse kerk · 
Maranathakerk · 
Nieuwe Badkapel · 
Nieuwe Kerk ·
Onbevlekt Hart van Mariakerk ·
O.L.V. Hemelvaartkerk · 
O.L.V. van Goede Raadkerk · 
Oosterkerk · 
Oude Kerk · 
Paleiskerk · 
Pastoor van Arskerk · 
Pniëlkerk · 
Sint-Agneskerk · 
Sint-Josephkerk (1867) · 
Sint-Josephkerk (1886) · 
Sint-Marthakerk · 
Sint-Paschalis Baylonkerk · 
Sint-Theresia van Lisieuxkerk · 
Sint-Willibrorduskerk · 
Teresia van Avilakerk · 
Vredeskapel · 
Waalse Kerk · 
Wilhelminakerk (1908) · 
Wilhelminakerk (1954) · 
Willemskerk · 
Willibrorduskapel